# DHS - Foreningen De Historiestuderende
Foreningen De Historiestuderende (DHS) er en forening af historiestuderende. Foreningen blev grundlagt i 1910 og har i dag til huse på Afdeling for Historie ved Saxo-Instituttet på Københavns Universitet. Foreningen arbejder for "at give studerende mulighed for at dyrke faglige interesser og skabe et kammeratligt samvær", som det hedder i vedtægterne, der blev formuleret ved foreningens fødsel helt tilbage i 1910.